# Hubert Pallhuber
Hubert Pallhuber (né le 17 septembre 1965 à Brunico, dans la province autonome de Bolzano, dans la région du Trentin-Haut-Adige) est un ancien coureur cycliste italien.

## Biographie
Champion du monde de VTT en 1997, il est le frère du biathlète Wilfried Pallhuber.

## Palmarès
- 1997
  -  Champion du monde de cross-country